# Дюэм, Филибер Гийом
Гийо́м Филибе́р Дюэм (фр. Guillaume Philibert Duhesme; 1766—1815) — французский военный деятель, дивизионный генерал (1794 год), граф (1814 год), пэр (1815 год), участник революционных и наполеоновских войн. Его имя высечено на парижской Триумфальной арке (северная опора, 8-й столбец).

## Биография

### Происхождение
Родился в семье королевского нотариуса Жана Дюэма (фр. Jean Marie Duhesme; 1725–1797) и его супруги Маргариты Шово (фр. Marguerite Chauvot; 1727–1802). Был женат с 17 ноября 1797 года на Мадлен Бюрже (фр. Marie "Madeleine" Françoise Burger; 1771–1857), от которой имел пять детей. Отец, владелец небольшой юридической конторы, очень надеялся, что сын продолжит его дело. Он щедро оплачивал учёбу Гийома в коллежах Шалона-сюр-Сон, Отена и Дижона. Его отцу приходилось несколько раз жаловаться на своего «дьявольского ребёнка». Его пыл проявился в 19 лет, когда он совершил свой первый переворот во время свадьбы в Меркьюри. Разбитые очки, драка, раненые приводят к аресту буйного молодого Дюэма.

### Начало военной службы
Вскоре после начала Революции, он окончательно забросил право и вступил в 1789 году в Национальную гвардию в своём кантоне. 29 сентября 1791 года его избрали капитаном 2-го батальона волонтёров департамента Рона и Луара. С 1792 по 1794 годы сражался в рядах Северной армии. В 1792 году он снарядил за свой счёт 200 человек, и 26 октября 1792 года Дюмурье произвёл его в подполковники и поручил командовать этим батальоном, получившим название 4-го батальона Северных франкских охотников (также охотники из Эно). В феврале 1793 года был комендантом города Рурмонд, пока армия переправлялась через Маас; обеспечил связь с Голландией, удерживая пост Герштадта, и после сражения при Неервиндене сжёг мост в Ло в присутствии колонны противника. 5 июля 1793 года во время сражения у Вильнёвского леса французские гренадеры впали в уныние и покинули свои ряды. Дюэм, раненный двумя выстрелами, поставил одно колено на землю, чтобы поддержать себя, подставил беглецам острие своей сабли и сумел восстановить порядок и получить некоторые преимущества над противником.
7 октября 1793 года представители Комитета общественного спасения при Северной армии произвели Дюэма прямо на поле боя в бригадные генералы (утверждён в этом чине 12 апреля 1794 года).

### «Турне» по армиям Республики (1794—1801 годы)
С 20 января 1794 года он командовал 3-й бригадой дивизии генерала Фромантена. 9 мая 1794 года возглавил авангард дивизии генерала Дежардена. 13 мая ранен пулей в лесу у Бон-Эсперанса. Затем захватил Капелль, где и оставался. 19 мая вернулся в дивизию Фромантена. 24 мая у Гранжана он повёл отступавшие в беспорядке войска обратно в бой и, несмотря на ранение, полученное им при марше во главе их, продолжал командовать колонной, прикрывавшей отступление. 25 мая войска двинулись к Шарлеруа, и Дюэм во главе своей бригады вышел из леса на равнину, избитую картечью и защищённую сильной линией кавалерии, когда, заметив некоторое колебание в рядах своих гренадеров, он спешился, схватил солдатскую винтовку, встал в ряд с одним из взводов и, атаковав штыком, заставил противника отступить. При атаке моста в Маршьене, подступы к которому защищала артиллерия, он применил своего рода катящийся матрац, который позволял артиллеристам выдвигать орудия вперёд, и, несмотря на огонь противника, разрушал их окопы. Затем он силой переходит мост.
3 июня 1794 года возглавил бригаду в дивизии Клебера. Накануне битвы при Флёрюсе он руководил манёвром, приведшим к разгрому правого крыла австрийцев. Расположенный в центре армии, он внёс непосредственный вклад в эту победу. Несколько раз раненный, он проявил в огне исключительное мужество. Наполеон писал о нём: «Это был бесстрашный солдат, покрытый ранами и величайшей храбрости, непревзойдённый полководец, который всегда проявлял твердость в удачах и неудачах».
2 июля 1794 года переведён в Самбро-Маасскую армию. Во главе 15-тысячного корпуса  блокировал Маастрихт, отразил пять вылазок неприятеля и 8 ноября 1794 года был произведён в дивизионные генералы. 25 декабря 1794 года возглавил 5-ю дивизию данной армии.
20 января 1795 года с подкреплением в 12 000 человек включён в состав Армии Брестского побережья. Дюэм воевал в Вандее под командованием Гоша. 5 декабря 1795 года перешёл в Рейнско-Мозельскую армию. Служил при Обермедлингене и при отступлении от Мангейма. В декабре 1795 года возглавил 10-ю дивизию, а 13 апреля 1796 года – 6-ю дивизию. В мае 1796 года – 7-ю дивизию под началом Гувьона-Сен-Сира. 14 июля 1796 года захватил Вольфах и Шрамберг. 11 августа сражался у Нересхайма. 21 августа был обвинён в том, что по трусости ушёл с поля боя и отстранён от своих функций, но был восстановлен в должности указом, в котором говорилось, что он заслуживает всякого доверия. В кампании 1797 года в Рейнско-Мозельской армии под началом Моро. В апреле 1797 года возглавил 3-ю дивизию у Дезе. 20 апреля при переправе через Рейн при Дирсхайме его правая рука была пробита пулей, в тот момент, когда он, опережая своих солдат, отбивал атаку навершием своей сабли по барабану. 28 февраля 1798 года он был ответственным за предоставление правительству флагов, завоёванных Рейнской армией.
С 6 декабря 1798 года возглавлял правое крыло (3-я дивизия) армии генерала Шампионне. 7 декабря захватил Чивителла-дель-Тронто, а 24 декабря – Пескарыу. 9 января 1799 года получил два пулевых ранения при отступлении от Сульмоны.  Участвовал в захвате Изернии и с 20 по 22 января внёс большой вклад в захват Неаполя, и 8 апреля 1799 года получил за это полный доспех по указу Директории. Шампионне в феврале 1799 года поручил ему командовать военными силами в Апулии и Калабрии: там он разгромил отряд из 12 000 человек и стал хозяином восставших городов. 25 февраля захватил Сан-Северо. Однако уже 16 марта он был обвинён Директорией вместе с генералами Шампионне и Бруссье во взяточничестве, смещён с занимаемой должности, арестован и лишён звания. Причиной конфликта стала попытка главкома Шампионне изгнать из штаба дельцов, присланных центральной властью, и активно разворовывавших ресурсы армии. Военная комиссия, заседавшая в Гренобле, 18 июня 1799 года освободила генералов и восстановила их в звании.
23 июня 1799 года зачислен в Альпийскую армию генерала Гренье. В августе командовал центром этой армии. 15 сентября временно заменил Шампионне на посту командующего Альпийской армией. Захватил Сузы, разбивает врага при Буссолино, преследует его до Сан-Амбросио и берёт 400 пленных. Затем занял Риволи. Прославился победой в битве при Пиньероле 29 октября 1799 года. 1 ноября захватил Салуццо, затем Савильяно; 4 ноября сражался при Женоле. После этого получил разрешение перезимовать у себя дома.
19 апреля 1800 года стал заместителем главнокомандующего Резервной армии в Дижоне, а через 2 дня под его командование переданы дивизии генерала Ватрена и Буде. 9 мая Луазон сменил Ватрена. 31 мая пересекает Тичино в Буффалоре. 3 июня вытеснил австрийцев из Меленьяно. 4 июня захватил Лоди; 7 июня – Крему и Кремону; затем, победил при Кастеллеоне и блокировал Пиццигеттоне. 11 июня под его начало переданы дивизии Лапуапа и Шабрана. 12 июня с боем перешёл Адду, и 13 июня вновь вступил в Кремону. С 5 июля 1800 года исполнял обязанности командира резервного корпуса (дивизии генералов Миолиса и Рошамбо) армии Массена.
С 15 сентября 1800 года — заместитель генерала Ожеро в Галло-Батавской армии. Участвовал в боях 3 декабря за Бург-Эбербах и с 18 по 21 декабря за Бамберг, Форххайм, Нюрнберг.
19 сентября 1801 года возглавил 19-й военный округ в Лионе.

### Кампания в Италии и Неаполе
20 сентября 1805 года получил в командование 4-ю дивизию Итальянской армии маршала Массена. Участвовал 18 октября в атаке на мост в Вероне, 29 октября в сражении при Сан-Микеле, 30 октября в сражении под Кальдьеро, где его действия заслужили высокую оценку современников и 13 ноября в переправе через Тальяменто. В конце декабря 1805 года оккупировал Истрию.
С 20 февраля 1806 года начальствовал над 3-м корпусом Армии Неаполя. В ходе начальной стадии Неаполитанской кампании был главным советником маршала Массена вместе с генералом Жирардоном, так как лишь у них двоих был опыт войны против неаполитанцев и они знали местность. В начале июня 1806 года овладел селением Чивитавеккья (Папская область). В том же месяце король Неаполя назначил Дюэма командующим в Пьомбино. 23 декабря 1806 года  был избран почётным ассоциированным членом Лионской академии за его «Исторический обзор лёгкой пехоты», весьма уважаемой работы, переизданной в 1864 году. В 1807 года возглавил дивизию в Анконе.

### Кампания в Испании и конфликт с Ожеро
30 сентября 1807 года генерал был отозван во Францию и 27 января 1808 года получил в распоряжение дивизию в Восточных Пиренеях. С 1 февраля по 31 декабря 1808 года командовал наблюдательным корпусом Восточных Пиренеев. Во главе этого слабого корпуса 9 февраля вошёл в Испанию с разрешения испанского правительства. 29 февраля 1808 года обманом занял замок в Барселоне. На протяжении всего июня 1808 года его корпус (около 13 тысяч человек) действовал в Каталонии. Так 10 июня он наголову разбил испанские войска при Льобрегате. С 19 по 22 июня пытался захватить Жирону. 29 июня получил пулевое ранение во время рекогносцировки. 30 июня Дюэм одержал победу на мосту Эль-Рей через Льобрегат.
Генерал Рей, которому было поручено спасти форт Сан-Ферран в Фигерасе, присоединился к Дюэму 24 июля 1808 года, осадив город. Но 9 августа Дюэму пришлось вернуться в Барселону, которая оказалась под угрозой. Французы обстреляли город, но 18 августа были вынуждены снять осаду. Затем на них напали испанские войска, высадившиеся в Каталонии, а городской гарнизон совершил вылазку и атаковал Дюэма в тыл. Испанцы были отброшены благодаря возвращению Рея, но Дюэм, преследуемый партизанами и Королевским флотом вдоль прибрежной дороги, был вынужден бросить своё осадное оборудование и бросить свои 8 пушек в море. Французы насчитали 75 убитых и 196 раненых.
2 сентября Дюэм захватил вражеский штаб Сен-Буа и Монга и 14 пушек. С 7 сентября 1808 года Дюэм занимал пост губернатора столицы Каталонии. 16 декабря занял Сарию. Вскоре объединил свои силы с Гувьоном-Сен-Сиром, принявшим командование объединенными войсками в Каталонии.
В феврале 1810 года генерал вступил в конфликт с Ожеро. Маршал обвинил Дюэма в злоупотреблении служебным положением, а именно: в аресте французского консула, злоупотреблении властью, хищении столового серебра, пьянстве, растратах, заключении ложных сделок, конфискации в свою пользу эмигрантского имущества, торговле армейскими припасами и т. д.. Никогда ещё обвинение против командира не было таким жестоким. Ожеро призывает Дюэма удалиться в Монпелье. 24 февраля генерал приезжает в Париж, чтобы оправдаться, но получает приказ в 24 часа покинуть столицу. Он подчиняется и отправляется сперва в Руан, затем в Бурнёф в департамента Сона и Луара. Расследование, продолжавшееся долгое время, продемонстрировало полную бессмысленность обвинений.

### Основные вехи карьеры (1813—1815 годы)
2 декабря 1813 года назначен старшим командующим в Келе. С 21 декабря командир 6-й дивизии 2-го корпуса маршала Виктора. Воевал в Лотарингии и Шампани; 10 января сражался у Сен-Дье, 27 января у Сен-Дизье и 29 января у Бриенна. 31 января 1814 года стал командиром 4-й дивизии того же корпуса. 1 февраля у Ла-Ротьера его дивизия понесла большие потери, 18 февраля у Монтро покрыл себя славой, 26 февраля у Доланкура и 3 марта у Барса. 21 февраля 1814 года получил титул графа.
1 июня 1814 года, после первого отречения Наполеона, Дюэм был назначен генеральным инспектором пехоты. После высадки Наполеона во Франции был направлен 19 марта 1815 года поступил в подчинение герцогу Беррийскому. Перешёл на сторону Императора и 2 июня 1815 года получил звание пэра Франции. 3 июня возглавил вместо Лемуана 11-ю дивизию 3-го корпуса. 8 июня под его командованием были объединены 1-я и 2-я дивизии Молодой гвардии. 16 июня участвовал в битве при Линьи. 18 июня при Ватерлоо атаковал позиции корпуса Бюлова при Плансенуа и сначала имел успех, но потом был разбит. Был смертельно ранен в правую часть головы в 17:00 и взят в плен пруссаками. Перевезён в гостиницу короля Испании в Женапе, где скончался 20 июня в 2 часа ночи в присутствии генерала Мутона, также находившегося в плену.

## Воинские звания
- Капитан (29 сентября 1791 года);
- Подполковник (26 октября 1792 года);
- Бригадный генерал (7 октября 1793 года, утверждён 12 апреля 1794 года);
- Дивизионный генерал (8 ноября 1794 года).

## Титулы
- Граф Дюэм и Империи (фр. comte Duhesme et de l'Empire; декрет от 21 февраля 1814 года, патент не подтверждён)[2];
- Пэр Франции (фр. pair de France; 2 июня 1815 года).

## Награды
Легионер ордена Почётного легиона (11 декабря 1803 года)
 Великий офицер ордена Почётного легиона (14 июня 1804 года)
 Кавалер ордена Железной короны (23 декабря 1807 года)
 Кавалер военного ордена Святого Людовика (27 июня 1814 года)